# Mouvement sans peur
Le Mouvement sans peur (Movimiento sin Miedo en espagnol) est un parti politique bolivien fondé le 1er mars 1999 par Juan del Granado (en), maire de La Paz de 2000 à 2010. À gauche mais rival du MAS, le MSM a remporté la mairie de La Paz et d'Oruro aux élections régionales de 2010. Il a quatre députés: Javier Zavaleta, Marcela Revollo, Fabián Yaksic et Samuel Pamuri.